# 艾森港

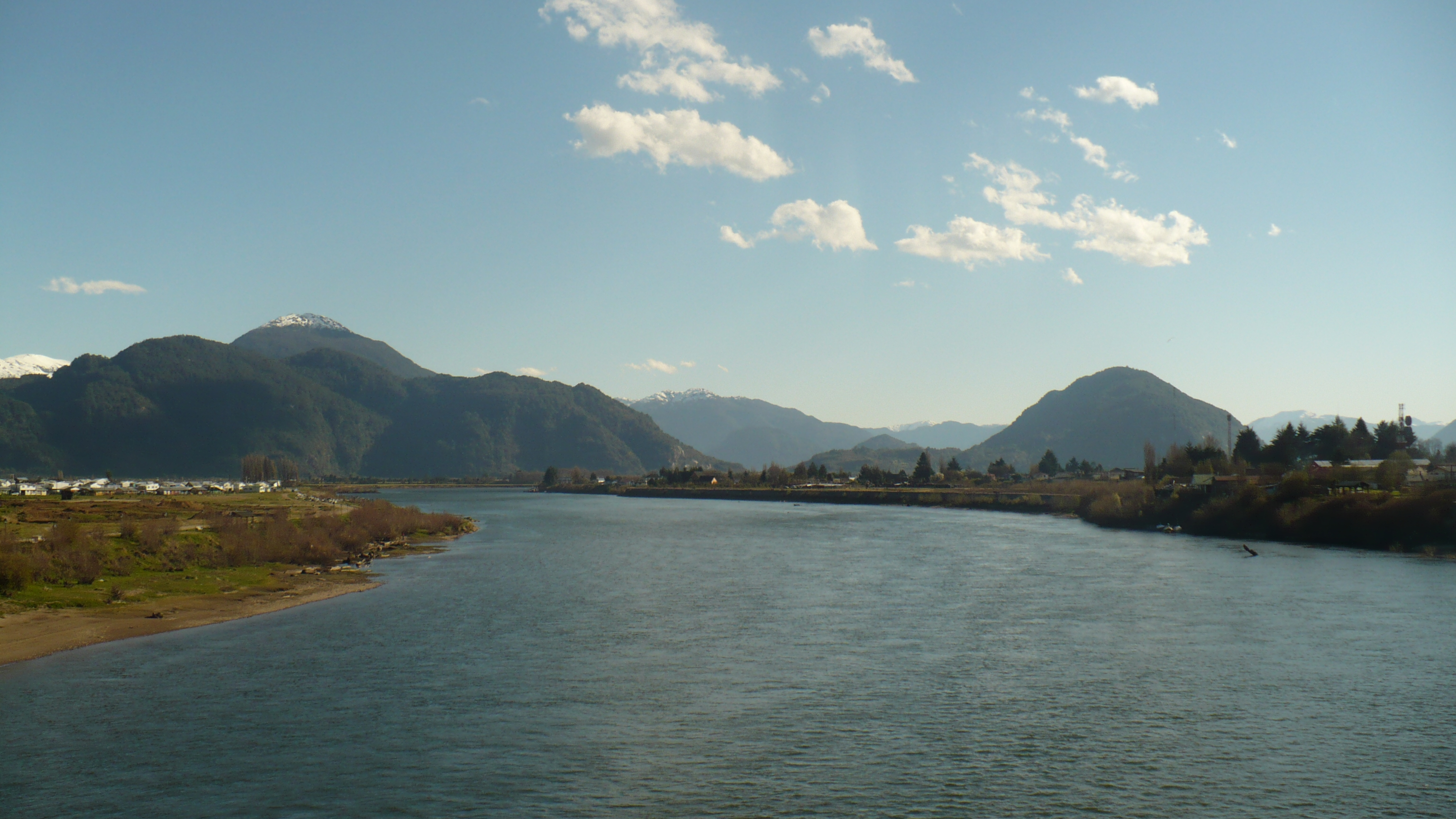

艾森港是智利的城鎮，位於該國中南部，由伊瓦涅斯將軍艾森大區負責管轄，也是艾森省的首府，始建於1928年1月28日，面積7平方公里，2002年人口16,936，人口密度每平方公里2282.5人。

## 外部連結
- Aysen Municipal Government （页面存档备份，存于）